# CAフェニックス
セントロ・アトレティコ・フェニックス (スペイン語: Centro Atlético Fénix) は、ウルグアイの首都モンテビデオを本拠地とするサッカークラブ。2024シーズンはプリメーラ・ディビシオンに所属。

## 歴史
かつて、AUFはリーグへの参加を希望するチームに対して、すでに加盟しているチームと挑戦者が対戦し委員会が競技に参加する適格性を評価するテストをしていた。年月が経ちチーム数が増えると、委員会はチームをどのカテゴリーに配置するかも決定するようになった。当時はグアラニー（Guaraní）と呼ばれていたモンテビデオのカプーロを拠点とするチームは、1909年にセントラル・エスパニョールとの試合で0-3で敗れ、セグンダ・ディビシオン・プロフェシオナルに配置されることが決定した。けれども、1913年にグアラニーは内部問題に見舞われ解散に至った。
クラブチームの再結成を願ったカプーロの青年らは、何度でも甦るという意味を込めて不死鳥（Phoenix）を意味するFénixをクラブ名として、1916年7月7日に現在のCAフェニックスを創設した。クラブカラーの紫は永遠を、白は純潔を表している。
1990年に3部降格を経験するも2001シーズンから1部リーグ復帰を果たし、2002年にフアン・ラモン・カラスコが監督に就任すると、コパ・リベルタドーレスとコパ・スダメリカーナの出場チームを決めるトーナメントであるリギラ・プレリベルタドーレス・デ・アメリカでタイトルを勝ち取り、2003年に初めてコパ・リベルタドーレスに出場した。グループステージで対戦したメキシコのクルス・アスルには6-1の大勝もしていたが、グループステージ3位となり決勝トーナメントに進むことは叶わなかった。2003シーズンもこのトーナメントを制したことで、フェニックスは2004年大会も連続して出場した。
2020年のコパ・スダメリカーナでクラブはベスト16に進出した。1回戦でエクアドルのCDエル・ナシオナル（3-2）を破り、2回戦ではチリのCDウアチパト（4-2）と対戦。そしてラウンド16ではアルゼンチンのCAインデペンディエンテと対戦し、1stレグで1-4、2ndレグで0-1と敗れ敗退した。
2020シーズンのリーグ戦を7位で終えたフェニックスは、2年連続でコパ・スダメリカーナの出場権を獲得した。しかし、コパ・スダメリカーナ2021では同じモンテビデオを拠点とするモンテビデオ・シティ・トルケに敗れてファーストステージ敗退となった。

## タイトル

### 国内タイトル
- リギラ・プレリベルタドーレス・デ・アメリカ（スペイン語版）（1974-2009） : 2回
  - 2002, 2003
- セグンダ・ディビシオン（1903-）：7回
  - 1956, 1959, 1973, 1977, 1985, 2006-07, 2008-09

- テルセーラ・ディビシオン（1913-）：4回
  - 1918, 1942, 1949, 1991

### 国際タイトル
なし

## 成績

### 南米カップ戦での成績
- コパ・リベルタドーレス : 2回出場
  - 2003: グループステージ敗退
  - 2004: グループステージ敗退

- コパ・スダメリカーナ : 4回出場
  - 2011: ファーストステージ敗退
  - 2016: ファーストステージ敗退
  - 2020: ベスト16
  - 2021: ファーストステージ敗退

## 現所属メンバー
2024年7月30日現在
注：選手の国籍表記はFIFAの定めた代表資格ルールに基づく。
| No. | Pos. |            | 選手名                |
| --- | ---- | ---------- | --------------------- |
| 1   | GK   | ウルグアイ | Aarón Soria           |
| 4   | DF   | ウルグアイ | Maximiliano Perg      |
| 5   | MF   | ウルグアイ | Andrés Schetino       |
| 7   | MF   | ウルグアイ | Wiston Fernández      |
| 8   | MF   | ブラジル   | Breno Caetano         |
| 9   | FW   | ウルグアイ | Sebastián da Silva    |
| 10  | MF   | ウルグアイ | Diego Vicente         |
| 11  | MF   | ウルグアイ | Fabián Estoyanoff ()  |
| 12  | GK   | パラグアイ | Pedro González        |
| 13  | DF   | ウルグアイ | Guillermo Pereira     |
| 14  | MF   | ウルグアイ | Agustín Alfaro        |
| 15  | DF   | ウルグアイ | Agustín Chopitea      |
| 16  | MF   | ウルグアイ | Braulio Guisolfo      |
| 17  | FW   | ウルグアイ | Sergio Cortelezzi     |
| 18  | FW   | ウルグアイ | Axel Pérez            |
| 19  | FW   | ウルグアイ | Maximiliano Juambeltz |

| No. | Pos. |              | 選手名              |
| --- | ---- | ------------ | ------------------- |
| 20  | DF   | ウルグアイ   | Santiago Franca     |
| 21  | MF   | ウルグアイ   | Santiago Viera      |
| 22  | DF   | ウルグアイ   | Agustín Da Silveira |
| 23  | DF   | ウルグアイ   | Adrián Argachá      |
| 24  | DF   | ウルグアイ   | Juan Álvez          |
| 25  | GK   | ウルグアイ   | Emiliano Márquez    |
| 26  | FW   | ウルグアイ   | Sebastián De Marco  |
| 27  | FW   | アルゼンチン | Mauro Cachi         |
| 28  | DF   | ウルグアイ   | Facundo Rodríguez   |
| 30  | MF   | ウルグアイ   | Matías Cabrera      |
| 31  | MF   | ブラジル     | Dudu                |
| 32  | FW   | ウルグアイ   | Rodrigo Hernández   |
| 33  | GK   | ウルグアイ   | Agustín Requena     |
| 40  | FW   | ウルグアイ   | Facundo de León     |
| 44  | DF   | ウルグアイ   | Emanuel Carlos      |
| 54  | MF   | ウルグアイ   | Santiago Scotto     |

## 歴代監督
- マノエル・ケオセイアン 1986
- リカルド・オルティス 1994
- フアン・ラモン・カラスコ 2002-2003
- パブロ・レペット 2006-2008
- マヌエル・ケオセイアン 2008
- ホルヘ・ヒオルダーノ 2008-2009
- フリオ・セサル・リバス（英語版） 2009-2010
- ロサリオ・マルティネス（英語版） 2010-2012
- ロサリオ・マルティネス（英語版） 2012
- エドゥアルド・ファバーロ（英語版） 2012-2013
- ロレンソ・カラブス（スペイン語版） 2013
- フアン・ラモン・テヘラ（英語版） 2013-2014
- ロサリオ・マルティネス（英語版） 2015-2016
- グスタボ・フェリン（英語版） 2017
- ナサニエル・レベトリア（英語版） 2017-2018
- フアン・ラモン・カラスコ（英語版） 2018-2021
- イグナシオ・パラス（英語版） 2021-2022
- ダミアン・サンティン（英語版） 2023
- レオネル・ロッコ（英語版） 2023-2024
- ニコラス・ビグネリ 2024-

## 歴代所属選手

### GK
- サンティアゴ・メレ 2013-2017
- フアン・カスティージョ 2018

### DF
- オスカル・タバレス 1976
- エドゥアルド・アセベド 1993
- アレハンドロ・ラゴ 2000-2002, 2004-2005
- ホセ・ルイス・ロドリゲス 2021

### MF
- 加藤元気 1997-1998
- ファビアン・エストヤノフ 2000-2005, 2016-2017
- ファビアン・カノッビオ 2011
- マヌエル・ウガルテ 2016-2020
- イグナシオ・ソーサ 2021-2023

### FW
- ホルヘ・ダ・シルバ 1977
- リカルド・モラレス 2009-2010
- ルーカス・カヴァリーニ 2013-2016